# Ashley Kahn
Ashley Kahn (* 1960) arbeitet als freier Schriftsteller, Produzent, Tourmanager und Publizist. Seine Arbeiten als Musikredakteur für VH1, die Anthologie Rolling Stone: The Seventies (Little, Brown) und als Hauptinformationsquelle zu The Rolling Stone Jazz & Blues Album Guide (Random House) sind vielgelesene Veröffentlichungen.
Seine Artikel sind in einer Vielzahl von Zeitungen und Zeitschriften erschienen, darunter The New York Times, TV Guide, Jazz Times, MOJO (Großbritannien), The Guardian (Großbritannien), Jazz (Frankreich), GQ (Japan). Darüber hinaus hat er für Radio und Fernsehen sowie als Tourmanager für Paul Simon, Ladysmith Black Mambazo, Cassandra Wilson, Debbie Harry and the Jazz Passengers und Britney Spears gearbeitet. Er lebt in New Jersey/USA.
Zu seinen bekanntesten Büchern zählen „Kind of Blue – Entstehung eines Meisterwerkes“ und „A Love Supreme – Coltranes legendäres Album“, die beide tiefe und detailreiche Einblicke in die Entstehungsgeschichte dieser beiden bedeutenden Jazz Alben liefern. Als Liner Notes Autor erhielt er mehrere Grammy-Nominierungen (2004, 2011) und gewann 2015 einen Grammy Award für seine Gestaltung des John-Coltrane-Albums Offering: Live at Temple University.
Für die Liner Notes zu Evenings at the Village Gate von John Coltrane erhielt er Ende 2023 eine weitere Grammy-Nominierung.

## Werke
- Kind of Blue – Die Entstehung eines Meisterwerks. Rogner und Bernhard Verlag, Hamburg 2002. ISBN 3-8077-0176-1
- A Love Supreme – John Coltranes legendäres Album. Rogner und Bernhard Verlag, Frankfurt am Main 2004. ISBN 3-8077-0030-7
- The House That Trane Built: The Story of Impulse Records. W. W. Norton, 2006. ISBN 0-393-05879-4
  - Impulse! Das Label, das Coltrane erschuf. Rogner und Bernhard Verlag, Berlin 2007. ISBN 3-8077-1026-4
- The Color of Jazz: Album Cover Photographs by Pete Turner. Rizzoli International, 2006. ISBN 0-8478-5798-0
- The Blue Note Years: The Photographs of Francis Wolff & Jimmy Katz. Jazzprezzo, 2009. ISBN 3-9810250-8-3
- The Universal Tone: Bringing My Story To Light – Carlos Santana’s autobiography. Little, Brown, 2014. ISBN 0-316-24492-9

## Belege
1. ↑  John Coltrane’s two-disc archival release „Offering: Live at Temple University“ was awarded the Grammy for best album notes, L.A. Times vom 8. Februar 2015, abgerufen am 28. September 2015

| Personendaten    | Personendaten                                                        |
| ---------------- | -------------------------------------------------------------------- |
| NAME             | Kahn, Ashley                                                         |
| KURZBESCHREIBUNG | US-amerikanischer Schriftsteller, Journalist, Produzent, Tourmanager |
| GEBURTSDATUM     | 1960                                                                 |